# 굴젓
굴젓은 생굴로 담근 젓갈이다.

## 사진 갤러리

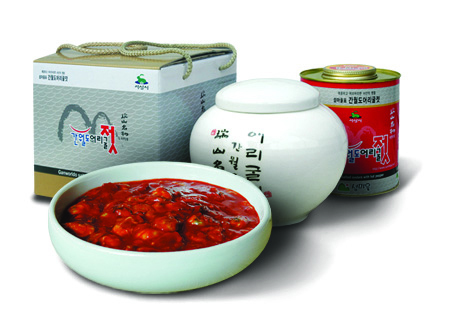
어리굴젓